# Baxter (Minnesota)
Baxter è una città degli Stati Uniti d'America, situata in Minnesota, nella Contea di Crow Wing.